# Rekordy Polski juniorów młodszych w lekkoatletyce
Rekordy Polski juniorów młodszych w lekkoatletyce – zestawienie najlepszych rezultatów uzyskanych przez reprezentantów Polski do lat 17 i oficjalnie zatwierdzonych przez PZLA.

## Rekordy Polski juniorów młodszych
Konkurencja spoza programu ME U18
     Konkurencja rozgrywana w przeszłości (przed zmianą sprzętu)

### Mężczyźni
| Konkurencja                             | Rezultat       | Zawodnik                                                    | Klub                                | Data             | Miejsce          |
| --------------------------------------- | -------------- | ----------------------------------------------------------- | ----------------------------------- | ---------------- | ---------------- |
| Bieg na 100 m                           | 10,32 +0,6 m/s | Marek Zakrzewski                                            | AML Słupsk                          | 5 lipca 2022     | Jerozolima       |
| Bieg na 200 m                           | 20,90 +0,1 m/s | Marek Zakrzewski                                            | AML Słupsk                          | 17 lipca 2022    | Bielsko-Biała    |
| Bieg na 400 m                           | 46,50          | Stanisław Strzelecki                                        | MKS Bolesłavia Bolesławiec          | 20 lipca 2024    | Bańska Bystrzyca |
| Bieg na 800 m                           | 1:47,27        | Krzysztof Różnicki                                          | GKS Cartusia Kartuzy                | 3 lipca 2020     | Sopot            |
| Bieg na 1000 m                          | 2:22,66        | Krzysztof Różnicki                                          | GKS Cartusia Kartuzy                | 20 czerwca 2020  | Włocławek        |
| Bieg na 1500 m                          | 3:45,86        | Filip Rak                                                   | AZS KU Politechniki Opolskiej Opole | 15 sierpnia 2020 | Gdańsk           |
| Bieg na 3000 m                          | 8:15,60        | Radosław Popławski                                          | Astra Nowa Sól                      | 7 września 2000  | Zielona Góra     |
| Bieg na 110 m przez płotki (91,4 cm)    | 13,54 +0,8 m/s | Dawid Żebrowski                                             | Victoria Racibórz                   | 31 maja 2014     | Baku             |
| Bieg na 400 m przez płotki (83,8 cm)    | 52,00          | Filip Walotka                                               | Osa Zgorzelec                       | 20 września 1997 | Lublin           |
| Bieg na 2000 m z przeszkodami (91,4 cm) | 5:44,18        | Patryk Szwajnoch                                            | Victoria Racibórz                   | 18 lipca 1997    | Kraków           |
| Bieg na 2000 m z przeszkodami (83,8 cm) | 5:36,04        | Michał Gajdus                                               | LKB im. Braci Petk Lębork           | 7 czerwca 2025   | Oleśnica         |
| Skok wzwyż                              | 2,26           | Sylwester Bednarek                                          | RKS Łódź                            | 18 czerwca 2006  | Warszawa         |
| Skok o tyczce                           | 5,45           | Michał Gawenda                                              | OKS Skra Warszawa                   | 5 sierpnia 2022  | Cali             |
| Skok w dal                              | 7,82           | Stanisław Jaskułka                                          | AZS Warszawa                        | 7 września 1975  | Lublin           |
| Trójskok                                | 15,60 0,0 m/s  | Karol Kondraciuk                                            | AZS-AWF Biała Podlaska              | 29 maja 2004     | Biała Podlaska   |
| Pchnięcie kulą (6,25 kg)                | 18,41          | Krzysztof Krzywosz                                          | Podlasie Białystok                  | 1 września 2000  | Białystok        |
| Pchnięcie kulą (5 kg)                   | 24,24          | Konrad Bukowiecki                                           | PKS Gwardia Szczytno                | 30 grudnia 2014  | Spała            |
| Rzut dyskiem (1,5 kg)                   | 66,52          | Konrad Bukowiecki                                           | PKS Gwardia Szczytno                | 15 września 2014 | Warszawa         |
| Rzut młotem (6,25 kg)                   | 74,82          | Maciej Pałyszko                                             | Legia Warszawa                      | 22 września 1995 | Warszawa         |
| Rzut młotem (5 kg)                      | 82,88          | Maciej Pałyszko                                             | Legia Warszawa                      | 30 września 1995 | Warszawa         |
| Rzut oszczepem (700 g)                  | 81,60          | Roch Krukowski                                              | KS Warszawianka Warszawa            | 9 lipca 2023     | Chorzów          |
| Ośmiobój U18                            | 5994 pkt       | Dennis Bauwens                                              | UKS Sprint Przeźmierowo             | 25 lipca 2009    | Kraków           |
| Dziesięciobój U18                       | 6405 pkt       | Robert Gindera                                              | Achilles Leszno                     | 29 lipca 2001    | Poznań           |
| Dziesięciobój U18                       | 7412 pkt       | Hubert Trościanka                                           | ULKS Uczniak Szprotawa              | 8 lipca 2023     | Chorzów          |
| Chód na 5000 m                          | 20:46,05       | Łukasz Niedziałek                                           | WLKS Nowe Iganie                    | 13 lutego 2017   | Toruń            |
| Chód na 10 000 m                        | 41:34,54       | Jacek Müller                                                | Lechia Gdańsk                       | 24 sierpnia 1990 | Briańsk          |
| Sztafeta 4 × 100 m                      | 41,01          | Łukasz Jasiński Jakub Sarlej Nikodem Dymiński Krystian Prus | Reprezentacja Polski                | 24 maja 2025     | Łódź             |
| Sztafeta szwedzka (100+200+300+400 m)   | 1:50,46        | Tomasz Kaska Piotr Zrada Piotr Kędzia Karol Grzegorczyk     | Reprezentacja Polski                | 15 lipca 2001    | Debreczyn        |
| Sztafeta 4 × 400 m                      | 3:12,05        | Piotr Zrada Piotr Kędzia Karol Grzegorczyk Mariusz Kowalski | Reprezentacja Polski                | 5 sierpnia 2001  | Kowno            |

### Kobiety
| Konkurencja                           | Rezultat       | Zawodniczka                                                                 | Klub                           | Data                | Miejsce          |
| ------------------------------------- | -------------- | --------------------------------------------------------------------------- | ------------------------------ | ------------------- | ---------------- |
| Bieg na 100 m                         | 11,30 0,0 m/s  | Ewa Swoboda                                                                 | UKS Czwórka Żory               | 21 sierpnia 2014    | Nankin           |
| Bieg na 200 m                         | 23,72 -0,3 m/s | Marika Popowicz                                                             | Zawisza Bydgoszcz              | 28 maja 2005        | Biała Podlaska   |
| Bieg na 400 m                         | 51,89          | Anastazja Kuś                                                               | KS AZS UWM Olsztyn             | 20 lipca 2024       | Bańska Bystrzyca |
| Bieg na 800 m                         | 2:04,77        | Olivia Cieślak                                                              | LKS Vectra Włocławek           | 12 kwietnia 2024    | Havertown        |
| Bieg na 1000 m                        | 2:42,89        | Lidia Chojecka                                                              | WLKS Siedlce                   | 17 sierpnia 1994    | Sopot            |
| Bieg na 1500 m                        | 4:13,68        | Sofia Ennaoui                                                               | LKS Lubusz Słubice             | 13 lipca 2012       | Barcelona        |
| Bieg na 3000 m                        | 9:21,40        | Zuzanna Wiernicka                                                           | RKS Łódź                       | 9 sierpnia 2023     | Jerozolima       |
| Bieg na 100 m przez płotki (76,2 cm)  | 13,18 +1,0 m/s | Zuzanna Zając                                                               | KS AZS AWF Katowice            | 25 czerwca 2023     | Warszawa         |
| Bieg na 300 m przez płotki            | 41,52          | Iwona Wawrzeń                                                               | Hutnik Kraków                  | 24 lipca 1987       | Bielsko-Biała    |
| Bieg na 400 m przez płotki            | 58,40          | Wiktoria Gadajska                                                           | RLTL Optima Radom              | 11 czerwca 2023     | Ptuj             |
| Bieg na 1500 m z przeszkodami         | 4:48,56        | Urszula Nęcka                                                               | Płomień Sosnowiec              | 6 października 2001 | Bielsko-Biała    |
| Bieg na 2000 m z przeszkodami         | 6:40,80        | Klaudia Pawlus                                                              | LLKA Osowa Sień                | 20 maja 2017        | Białogard        |
| Skok wzwyż                            | 1,87           | Anna Ksok                                                                   | Śląsk Wrocław                  | 27 sierpnia 2000    | Białystok        |
| Skok o tyczce                         | 4,11           | Anna Łyko                                                                   | MKS MOS Wrocław                | 11 lutego 2018      | Szczecin         |
| Skok w dal                            | 6,41 +1,2 m/s  | Iwona Ciołkowska                                                            | Start Łódź                     | 24 lipca 1988       | Piła             |
| Trójskok                              | 13,29 +0,2 m/s | Olga Szlachta                                                               | KS Stal LA Ostrów Wielkopolski | 28 lipca 2023       | Maribor          |
| Pchnięcie kulą (4 kg)                 | 15,77          | Anna Wloka                                                                  | LUKS Podium Kup                | 18 sierpnia 2010    | Singapur         |
| Pchnięcie kulą (3 kg)                 | 18,67          | Kinga Jackowska                                                             | MKL Jurand Szczytno            | 31 maja 2025        | Białystok        |
| Rzut dyskiem                          | 51,50          | Urszula Płusa                                                               | Górnik Zabrze                  | 18 września 1976    | Kraków           |
| Rzut młotem (4 kg)                    | 66,62          | Kamila Skolimowska                                                          | Warszawianka Warszawa          | 12 czerwca 1999     | Warszawa         |
| Rzut młotem (3 kg)                    | 69,56          | Katarzyna Furmanek                                                          | KKL Kielce                     | 27 lipca 2013       | Łódź             |
| Rzut oszczepem (600 g)                | 51,98          | Katarzyna Gapa                                                              | Ogrodnik Bydgoszcz             | 27 sierpnia 2000    | Białystok        |
| Rzut oszczepem (500 g)                | 58,77          | Gabriela Andrukonis                                                         | Czwórka Białystok              | 26 lipca 2019       | Baku             |
| Siedmiobój U18                        | 5215 pkt       | Magdalena Szczepańska                                                       | Lubtour Zielona Góra           | 11 maja 1997        | Zielona Góra     |
| Siedmiobój U18                        | 5674 pkt       | Adrianna Sułek                                                              | CWZS Zawisza Bydgoszcz SL      | 5 sierpnia 2016     | Wrocław          |
| Chód na 5000 m                        | 22:58,94       | Anna Mielcarek                                                              | AZS Poznań                     | 12 lipca 2007       | Ostrawa          |
| Sztafeta 4 × 100 m                    | 45,49          | Dorota Wojtczak Dorota Dydo Małgorzata Flejszar Anita Hennig                | Reprezentacja Polski           | 17 lipca 1999       | Bydgoszcz        |
| Sztafeta szwedzka (100+200+300+400 m) | 2:05,54        | Oliwia Kasprzak Aleksandra Jeż Zofia Tomczyk Anastazja Kuś                  | Reprezentacja Polski           | 21 lipca 2024       | Bańska Bystrzyca |
| Sztafeta 4 × 400 m                    | 3:44,71        | Paulina Mamrot Syntia Ellward Aleksandra Maliszewska Patrycja Wyciszkiewicz | Reprezentacja Polski           | 14 sierpnia 2010    | Borna            |

### Mieszane
| Konkurencja        | Rezultat | Zawodnicy                                                        | Klub                 | Data          | Miejsce |
| ------------------ | -------- | ---------------------------------------------------------------- | -------------------- | ------------- | ------- |
| Sztafeta 4 × 400 m | 3:24,64  | Natan Fiedeń Natalia Kaczmarek Katarzyna Martyna Tymoteusz Zimny | Reprezentacja Polski | 19 lipca 2015 | Cali    |

## Najlepsze wyniki w historiiU18

### Mężczyźni
| Konkurencja   | Rezultat | Zawodnik           | Klub                 | Data                | Miejsce    |
| ------------- | -------- | ------------------ | -------------------- | ------------------- | ---------- |
| Bieg na 600 m | 1:18,06  | Krzysztof Różnicki | GKS Cartusia Kartuzy | 22 sierpnia 2020    | Oleśnica   |
| Chód na 10 km | 41:28    | Łukasz Niedziałek  | WLKS Nowe Iganie     | 8 kwietnia 2017     | Podiebrady |
| Chód na 20 km | 1:34:35  | Robert Goławski    | WLKS Nowe Iganie     | 3 października 2015 | Grodno     |

### Kobiety
| Konkurencja                          | Rezultat       | Zawodniczka            | Klub                        | Data                 | Miejsce    |
| ------------------------------------ | -------------- | ---------------------- | --------------------------- | -------------------- | ---------- |
| Bieg na 300 m                        | 37,96          | Kornelia Lesiewicz     | AZS-AWF Gorzów Wielkopolski | 16 sierpnia 2020     | Szczecin   |
| Bieg na 500 m                        | 1:12,96        | Lena Pajęcka           | UKS Olimpijczyk 46 Wrocław  | 27 kwietnia 2024     | Lubawka    |
| Bieg na 600 m                        | 1:30,27        | Patrycja Wyciszkiewicz | TS Olimpia Poznań           | 3 września 2011      | Leszno     |
| Bieg na milę                         | 4:44,57        | Olivia Cieślak         | LKS Vectra Włocławek        | 6 kwietnia 2024      | Arcadia    |
| Bieg na 100 m przez płotki (83,8 cm) | 13,67 +1,5 m/s | Anna Leszczyńska       | Warszawianka Warszawa       | 30 lipca 1988        | Sudbury    |
| Chód na 5 km                         | 23:35          | Barbara Niewójt        | AZS Katowice                | 17 maja 1986         | Mielec     |
| Chód na 10 000 m                     | 53:44,1h       | Barbara Niewójt        | AZS Katowice                | 12 października 1985 | Warszawa   |
| Chód na 10 km                        | 47:55          | Anna Mielcarek         | AZS Poznań                  | 20 maja 2007         | Leamington |
| Chód na 20 km                        | 2:02:30        | Iwona Dadzibóg         | AZS Katowice                | 2 października 1983  | Wałbrzych  |